# Roumengoux
Roumengoux (okzitanisch Romengós) ist eine französische Gemeinde mit 169 Einwohnern (Stand 1. Januar 2022) im Département Ariège in der Region Okzitanien. Sie gehört zum Arrondissement Pamiers und zum Kanton Mirepoix.
Nachbargemeinden sind Mirepoix im Nordwesten, Cazals-des-Baylès im Norden, Lagarde im Süden und La Bastide-de-Bousignac im Westen.

## Bevölkerungsentwicklung

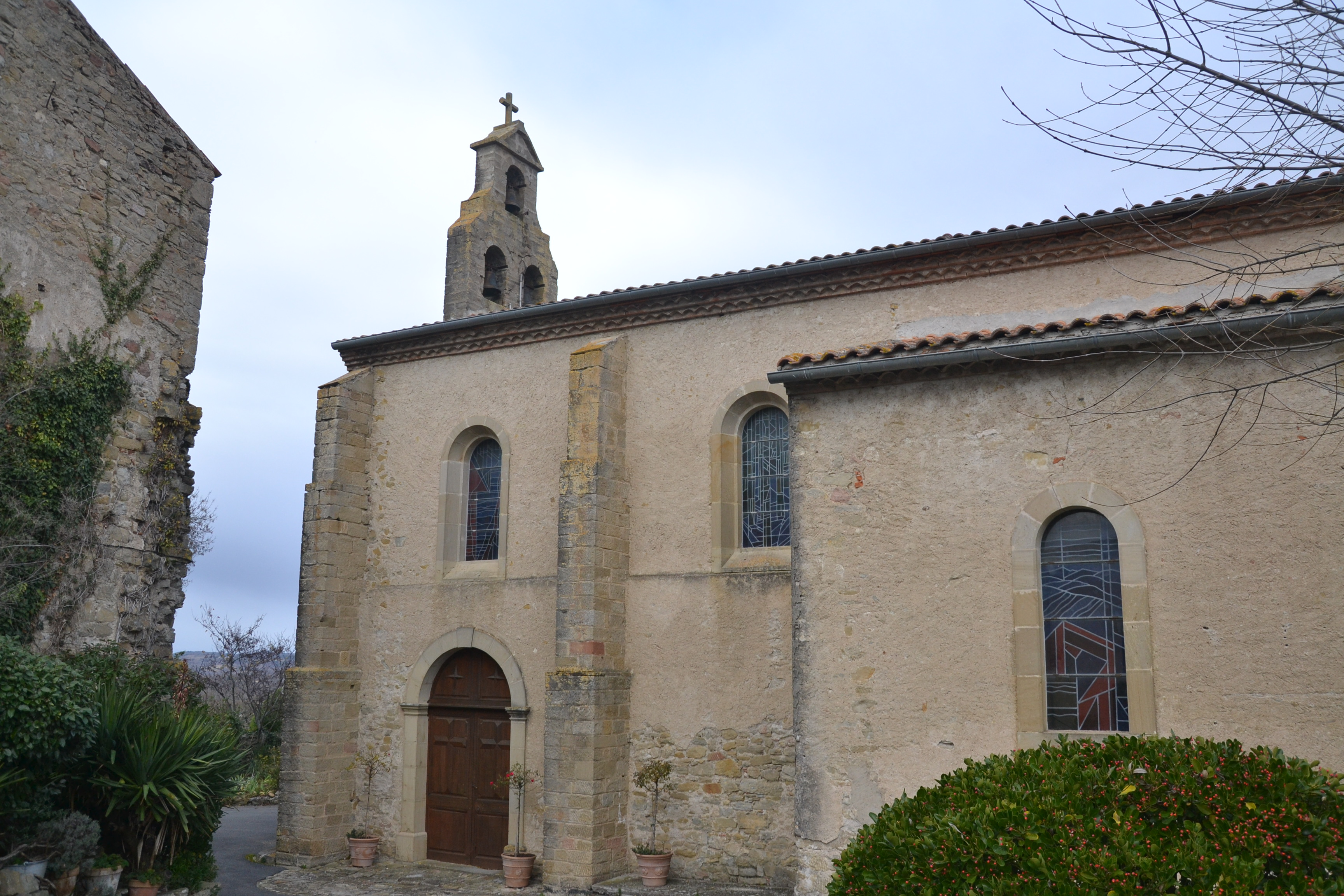
Kirche Saint-Martin

| Jahr      | 1962 | 1968 | 1975 | 1982 | 1990 | 1999 | 2008 | 2016 |
| --------- | ---- | ---- | ---- | ---- | ---- | ---- | ---- | ---- |
| Einwohner | 145  | 121  | 78   | 116  | 115  | 127  | 147  | 173  |